# حقوق الإنسان في الجمهورية الإسلامية الإيرانية
يتم انتقاد حالة حقوق الإنسان في الجمهورية الإسلامية الإيرانية من قبل العديد من الناشطين والكتاب والمنظمات غير الحكومية الإيرانية والدولية. أدانت الجمعية العامة للأمم المتحدة ولجنة الأمم المتحدة المتصلة بحقوق الإنسان الانتهاكات التي حدثت ولا تزال مستمرة في إيران ضمن نشراتها والعديد من قراراتها. يتم انتقاد الحكومة الإيرانية بسبب القيود والعقوبات التي يسنها دستور الجمهورية الإسلامية والقانون، وبسبب الأفعال التي يقوم بها ممثلو الحكومة مثل التعذيب والاغتصاب وقتل السجناء السياسيين وضرب وقتل المواطنين والأشخاص المنشقين. لا تزال عقوبة الإعدام في إيران مادة تقلق المجتمع الدولي.
تتضمن القيود والعقوبات في الجمهورية الإسلامية في إيران والتي تنتهك حقوق الإنسان العالمية عقوبات قاسية على الجرائم والعقاب على جرائم بلا ضحية مثل الزنا والمثلية الجنسية وإعدام مرتكبي الجرائم ممن هم تحت ال18 عامًا وقيود على حرية التعبير والصحافة (بما فيها سجن الصحفيين) وقيود على حرية الدين والمساواة بين الجنسين (بما فيها التهم على أعضاء من متبعي الديانة البهائية).
تتضمن الانتهاكات المبلغ عنها والتي تقع خارج قوانين الجمهورية الإسلامية الإيرانية إعدام الآلاف من السجناء السياسيين عام 1988، واستخدام التعذيب بشكل واسع النطاق لاستخلاص اعترافات السجناء وأهدافهم أمام الكاميرا لخدمة أغراض دعائية. كما تم إدانة تفجير مكاتب الجرائد والهجوم على المتظاهرين السياسيين من قبل جهات شبه رسمية، بالأخص حزب الله، واغتيال العشرات من المنافسين السياسيين في تسعينات القرن الماضي من قبل «عناصر مجهولة» كما تزعم الحكومة.
تبعًا لمنظمة مراقبة حقوق الإنسان «هيومن راتس ووتس» فإن حقوق الإنسان في إيران تدهورت بشكل ملحوظ في عهد الرئيس محمود أحمدي نجاد، بالإضافة إلى تقارير خلفت احتجاجات الانتخابات الإيرانية 2009 حول قتل المتظاهرين وتعذيب واغتصاب وإعدام المعتقلين من المتظاهرين، بالإضافة إلى حملات الاعتقال والمحاكمات الجماعية العلنية للعشرات من الشخصيات المعارضة البارزة التي يجبر فيها المعتقلون على قراءة اعترافات باطلة بالإكراه. في أكتوبر من عام 2012 أقر مكتب حقوق الإنسان التابع للأمم المتحدة تورط السلطات الإيرانية في حملة ضد الصحفيين ودعاة حقوق الإنسان.
قام المسؤولون التابعون للجمهورية الإسلامية الإيرانية بالرد على هذه الانتقادات بالقول أن إيران تمتلك أفضل سجل لحقوق الإنسان في العالم الإسلامي؛ وأنها غير ملزمة باتباع تأويلات حقوق الإنسان الصادرة عن المجتمع الغربي، وأن الجمهورية الإسلامية هي ضحية البروباغاندا المتحيزة للأعداء، والتي هي جزء من الخطة الكبرى ضد العالم الإسلامي. تدعي الجهات الرسمية الحكومية بأن ناشطي حقوق الإنسان في إيران الذين يدّعون السلم السياسي هم مذنبون لإساءتهم تجاه الأمن القومي للبلد، وأن أولئك المتاظهرين الذين يدّعون بأن أحمدي نجاد سرق انتخابات 2009 ليسوا سوى جزء من مؤامرة مدعومة من جهات خارجية للإطاحة بحكم الرئيس الإيراني.
صرح حسن روحاني بعد انتخابه رئيسًا للجمهورية الإيرانية بأنه على النساء أن يتمتعن بفرص وحماية وحقوق اجتماعية مساوية للرجال، مع ذلك، لا تزال إيران أمام شوط كبير أمام تحقيق المساواة بين الجنسين. إن موضوع حقوق المرأة مثير للجدل في إيران، ويقول القائد الأعلى آية الله على خامنئي بأن المساواة بين الجنسين كانت واحد أكبر الأخطاء في الفكر الغربي.
في 19 ديسمبر/كانون الأول من عام 2016، تبنت الجمعية العامة للأمم المتحدة قرارًا برعاية كندا تعبر فيه عن قلقها الشديد تجاه المعدل العالي للإعدامات في إيران بدون ضمانات قانونية والاستخدام المتواصل للتعذيب والاعتقالات التعسفية واسعة النطاق والتضييق بشدة على حرية التجمع والتعبير والمعتقد الدييني والتمييز المتواصل تجاه الناسء والأقليات العرقية والدينية.

## خلفية

### تاريخ
يعتقد المؤرخون بأن الثورة الإسلامية تمتلك سجلا أسوأ بحقوق الإنسان مقارنة بسلالة بهلوي الحاكمة. وفقا للمؤرخ السياسي إرفاند أبرهاميان، فإنه "في حين تم إعدام أقل من 100 سجين سياسي بين عامي 1971 و1979، تم إعدام أكثر من 7900 سجين بين عامي 1981 و1985. كان نظام السجن مركزيًا وواسعًا بشكل كبير. وكانت طبيعة حياة السجن أسوأ بشكل كبير تحت عهد الثورة الإسلامية مقارنة بحكم بهلوي. أحد السجناء الذي مر بكلا التجربتين كتب بأن الحياة لأربع سنوات في السجن أيام بهلوي أرحم من أربعة أشهر من سجن ما بعد الثورة الإسلامية. يذكر في أدب السجون خلال حكم بهلوي أن الكلمات المكررة كانت "ملل" و"رتابة" في حين كانت في عهد الثورة الإسلامية تكرر كلمات مثل: "خوف" و"موت" و"ذعر" ولعل كلمة "كابوس" كانت الأكثر تكرارًا بينها.
كانت معظم عمليات قتل السجناء السياسيين قد حدثت في القرن الأول من عهد الثورة الإسلامية، ولكن تقلصت دائرة العنف فيما بعد. ومع مجيء حركة الإصلاح الإيرانية وانتخاب محمد خاتمي رئيسًا لإيران معتدًلا لإيران في عام 1996، تم اتخاذ العديد من الخطوات لتعديل القوانين المدنية والجزائية الإيرانية من أجل تحسين وضع حقوق الإنسان فيها. كما شرّع البرلمان الإصلاحي قوانين عدّة زادت من حرية التعبير والمساواة بين الجنسين بالإضافة إلى منع التعذيب. ولكن كل تلك القوانين تم تناسيها ورفضها من قبل مجلس صيانة الدستور الإيراني والقياديين المحافظين في الحكومة الإيرانية خلال ذلك الوقت.

### الانتقاد الدولي
منذ بدء الدولة الإسلامية، كان انتهاك الحقوق الإنسانية للأقليات موضع تشريعات وقرارات من قبل الأمم المتحدة وأعضاء حقوق الإنسان التي تشمل مجلس أوروبا والبرلمان الأوروبي والكونغرس الأمريكي. تبعًا لمجموعة حقوق الأقليات، أصبحت إيران رابع دولة في تاريخ الأمم المتحدة  تُدرج على جدول أعمال الجمعية العامة بسبب مدى خطورة حقوق الإنسان فيها. بين عامي 1984 و2001 أصدرت لجنة الأمم المتحدة المتصلة بحقوق الإنسان قرارًا متصلًا بانتهاكات حقوق الإنسان فيما يخص الأقليات الدينية في إيران وخصوصًا البهائية. لم اصدر اللجنة ذلك القرار عام 2002 بسبب إرسال الحكومية الإيرانية دعوة للأمم المتحدة لزيارة دولتهم والتحقيق بشأن الشكوى. وحسب ما قالته منظمة مراقبة حقوق الإسنان هيومن رايتس ووتش بأنه حين قام المسؤولون بزيارة الدولة الإيرانية قاموا بكتابة التقارير عن مدى سوء الحقوق الإنسانية فيها ونقدوا فيها الحكومة الإسلامية، إلا أن الحكومة لم تكتفي بتجاهل التوصيات، إلا أنها عاقبت المواطنين الشهود الذين أخبروا المسؤولين شكواهم.
في عام 2003 تم اتخاذ قرارات جديدة مرة أخرى ممولة من كندا تنتقد التعذيب المباشر والرجم بالحجارة كطريقة للإعدام وطرق العقاب كالجلد وبتر الأطراف. ومنذ وفاة الفتاة الكندية من أصل إيراني زهراء كاظمي في السجون الإيرانية، بدأت الجمعية العامة للأمم المتحدة بإرسال توصياتها للحكومة الإيرانية في كل عام.
انتقد الاتحاد الأوروبي أيضًا سجل الجمهورية الإسلامية لحقوق الإنسان، معربًا عن قلقه بين عامي 2005 و2007 وأرسل في 6 أكتوبر/تشرين الأول عام 2008 رسالة إلى السفير الإيراني في باريس يصف فيها قلقه حول مدى سوء الوضع الذي وصلت إليه حقوق الإنسان في إيران. في 13 أكتوبر عام 2005 صوت البرلمان الأوروبي لتبني قرار يدين استخفاف الحكومة الإسلامية بالحقوق الإنسانية لشعبها. أعلن الحكومة الإيرانية بعدها بعام عن تعليقها المشاورات مع الاتحاد الأوروبي فيها يخص حقوق الإنسان في إيران. في 9 فبراير/شباط علم 2010، أصدر كل من الاتحاد الأوروبي والولايات المتحدة الأمريكية بيانًا مشتركًا يدين انتهاك حقوق الإنسان في إيران.